# Список українських футбольних трансферів (літо 2016)
Українські трансфери у літнє трансферне вікно 2010 року. До списку додані усі футболісти, які прийшли, або покинули український клуб, в тому числі на правах оренди. Якщо футболіст переходив між українськими клубами різних дивізіонів, то він зазначається у розділі більш високого дивізіону.
Оскільки за регламентом гравці без клубу можуть долучатися до клубів у будь-який час, у тому числі і між трансферними вікнами, в список потрапили лише ті вільні агенти, які підписали контракт із клубом під час літнього трансферного вікна, яке завершилось 1 вересня 2016 року.

## Прем'єр-ліга
| Дата       | Ім'я гравця             | Звідки                 | Куди                  | Ціна         | Умови                         |
| ---------- | ----------------------- | ---------------------- | --------------------- | ------------ | ----------------------------- |
| 01.09.2016 | Джонатан Моя            | Сапрісса               | Зірка (Кропивницький) | -            | 1 р.+опц - в оренду           |
| 01.09.2016 | Кваме Карікарі          | Гаугесун               | Сталь (Кам'янське)    | -            | -                             |
| 01.09.2016 | Федеріко Перейра        | Зе Стронгест           | Зірка (Кропивницький) | віл. агент   | -                             |
| 01.09.2016 | Чумак Євген             | Зірка (Кропивницький)  | -                     | віл. агент   | -                             |
| 31.08.2016 | Кравець Артем           | Динамо (Київ)          | Гранада               | -            | 1 р. - в оренду               |
| 31.08.2016 | Юнес Беланда            | Динамо (Київ)          | Ніцца                 | € 1.500.000  | 1 р.+опц - в оренду           |
| 31.08.2016 | Дьємерсі Мбокані        | Динамо (Київ)          | Галл Сіті             | -            | 1 р.+опц - в оренду           |
| 31.08.2016 | Тотовицький Андрій      | Шахтар (Донецьк)       | Кортрейк              | -            | 1 р. - в оренду               |
| 31.08.2016 | Папа Гує                | Дніпро (Дніпро)        | Ростов                | віл. агент   | -                             |
| 31.08.2016 | Фаворов Артем           | Рух (Винники)          | Зірка (Кропивницький) | віл. агент   | -                             |
| 30.08.2016 | Маліновський Руслан     | Шахтар (Донецьк)       | Генк                  | -            | 1 р.+опц - продовження оренди |
| 26.08.2016 | Турсунов Санжар         | Умм-Салаль             | Ворскла (Полтава)     | віл. агент   | 0,5 р.                        |
| 25.08.2016 | Харатін Ігор            | Динамо (Київ)          | Зоря (Луганськ)       | віл. агент   | 2 р.                          |
| 23.08.2016 | Факундо Бертольйо       | Динамо (Київ)          | АПОЕЛ                 | віл. агент   | 2 р.+1 р.                     |
| 23.08.2016 | Александар Драгович     | Динамо (Київ)          | Баєр 04               | € 18.000.000 | 5 р.                          |
| 19.08.2016 | Богданов Андрій         | Волинь (Луцьк)         | Олімпік (Донецьк)     | віл. агент   | -                             |
| 18.08.2016 | Еріксон Дансо           | Еммен                  | Сталь (Кам'янське)    | віл. агент   | -                             |
| 18.08.2016 | Козьбан Дмитро          | Волинь (Луцьк)         | Верес (Рівне)         | віл. агент   | 1 р.                          |
| 15.08.2016 | Літовченко Сергій       | Олімпік (Донецьк)      | Зугдіді               | віл. агент   | 1 р.                          |
| 12.08.2016 | Допілка Олег            | Зірка (Кропивницький)  | -                     | віл. агент   | -                             |
| 10.08.2016 | Рудика Сергій           | Шахтар Солігорськ      | Карпати (Львів)       | віл. агент   | -                             |
| 07.08.2016 | Ільющенков Олександр    | Металіст (Харків)      | Сіоні                 | віл. агент   | -                             |
| 07.08.2016 | Ян Лаштувка             | Дніпро (Дніпро)        | Карвіна               | віл. агент   | 1 р.                          |
| 06.08.2016 | Загорулько Артур        | Шахтар (Донецьк)       | Ворскла (Полтава)     | -            | 0,5 р. - в оренду             |
| 04.08.2016 | Лукаш Теодорчик         | Динамо (Київ)          | Андерлехт             | -            | 1 р.+опц - в оренду           |
| 03.08.2016 | Чурко В'ячеслав         | Шахтар (Донецьк)       | Фрозіноне             | -            | 1 р.+опц - в оренду           |
| 02.08.2016 | Данченко Олег           | Шахтар (Донецьк)       | Чорноморець (Одеса)   | -            | 1 р. - в оренду               |
| 01.08.2016 | Костюк Сергій           | Металіст (Харків)      | Імереті               | віл. агент   | -                             |
| 31.07.2016 | Білоног Дмитро          | Урал                   | Зірка (Кропивницький) | -            | 1 р. - в оренду               |
| 31.07.2016 | Огіря Владислав         | Олімпік (Донецьк)      | Олександрія           | віл. агент   | -                             |
| 31.07.2016 | Жуніор Ахіссан          | Крила Рад (Самара)     | Динамо (Київ)         | віл. агент   | 4 р.                          |
| 30.07.2016 | Довгий Олексій          | Ворскла (Полтава)      | Сталь (Кам'янське)    | віл. агент   | -                             |
| 29.07.2016 | Мігел Велозу            | Динамо (Київ)          | Дженоа                | віл. агент   | -                             |
| 29.07.2016 | Переверза Петро         | Чорноморець (Одеса)    | Жемчужина (Одеса)     | -            | 1 р.+опц - в оренду           |
| 28.07.2016 | Федецький Артем         | Дніпро (Дніпро)        | Дармштадт             | віл. агент   | -                             |
| 28.07.2016 | Зозуля Роман            | Дніпро (Дніпро)        | Реал Бетіс            | віл. агент   | 3 р.                          |
| 25.07.2016 | Секу Конде              | Олімпік (Донецьк)      | Амкар                 | віл. агент   | 1 р.                          |
| 25.07.2016 | Імереков Максим         | Олександрія            | Торпедо-БелАЗ         | віл. агент   | -                             |
| 24.07.2016 | Погорілий Сергій        | Металіст (Харків)      | Буде-Глімт            | віл. агент   | -                             |
| 23.07.2016 | Буднік Євген            | Ворскла (Полтава)      | Динамо (Мінськ)       | -            | 0,5 р. - в оренду             |
| 23.07.2016 | Дорошенко Кирило        | Зоря (Луганськ)        | -                     | віл. агент   | -                             |
| 23.07.2016 | Волков Олександр        | Олімпік (Донецьк)      | Десна (Чернігів)      | віл. агент   | -                             |
| 23.07.2016 | Галенков Денис          | Олімпік (Донецьк)      | Десна (Чернігів)      | віл. агент   | -                             |
| 23.07.2016 | Нестеров Андрій         | Заря (Бєльці)          | Карпати (Львів)       | віл. агент   | 2 р.                          |
| 23.07.2016 | Есеола Адерінсола Хабіб | Олександрія            | Арсенал-Київ          | віл. агент   | -                             |
| 23.07.2016 | Корнєв Ілля             | Металіст (Харків)      | Олімпік (Донецьк)     | віл. агент   | 2,5 р.                        |
| 23.07.2016 | Барановський Артем      | Сталь (Кам'янське)     | Олімпік (Донецьк)     | віл. агент   | 2 р.                          |
| 23.07.2016 | Поштаренко Павло        | Зірка (Кропивницький)  | Оболонь-Бровар        | віл. агент   | 1 р.                          |
| 20.07.2016 | Савченко Олексій        | Динамо (Київ)          | Черкаський Дніпро     | віл. агент   | 2 р.                          |
| 20.07.2016 | Люлька Сергій           | Слован (Ліберець)      | Чорноморець (Одеса)   | віл. агент   | -                             |
| 20.07.2016 | Ковпак Олександр        | Ворскла (Полтава)      | Черкаський Дніпро     | віл. агент   | 2 р.                          |
| 20.07.2016 | Чумак Євген             | Динамо (Київ)          | Зірка (Кропивницький) | оренда       | 1 р.                          |
| 20.07.2016 | Моха                    | Олімпік (Донецьк)      | Хімнастік (Таррагона) | віл. агент   | -                             |
| 18.07.2016 | Зарічнюк Євген          | Мілсамі                | Ворскла (Полтава)     | віл. агент   | 1 р.+1 р.                     |
| 18.07.2016 | Квашук Віталій          | Торпедо-БелАЗ          | Олімпік (Донецьк)     | віл. агент   | 2 р.                          |
| 18.07.2016 | Полянський Олексій      | Металіст (Харків)      | Персеполіс            | віл. агент   | 2 р.                          |
| 18.07.2016 | Олійник Ярослав         | Іллічівець             | Олімпік (Донецьк)     | віл. агент   | 1 р.                          |
| 18.07.2016 | Прийомов Володимир      | Металіст (Харків)      | Персеполіс            | віл. агент   | 2 р.                          |
| 16.07.2016 | Чегурко Єгор            | Металіст (Харків)      | Колос (Ковалівка)     | віл. агент   | 1 р.                          |
| 16.07.2016 | Іван Томечак            | Дніпро (Дніпро)        | Аль-Наср (Ер-Ріяд)    | віл. агент   | 2 р.                          |
| 16.07.2016 | Сільвано Комваліус      | Гессен Кассель         | Сталь (Кам'янське)    | віл. агент   | 3 р.                          |
| 16.07.2016 | Бой Деул                | Еммен                  | Сталь (Кам'янське)    | віл. агент   | 2 р.                          |
| 16.07.2016 | Джордже Лазич           | Сталь (Кам'янське)     | -                     | віл. агент   | -                             |
| 16.07.2016 | Чуваєв Олег             | Том                    | Зоря (Луганськ)       | віл. агент   | -                             |
| 16.07.2016 | Андрієвський Олександр  | Динамо (Київ)          | Чорноморець (Одеса)   | -            | 0,5 р.+опц - в оренду         |
| 16.07.2016 | Муртаз Даушвілі         | Карпати (Львів)        | Діошдьйор             | віл. агент   | 2 р.                          |
| 16.07.2016 | Гончар Ігор             | Шахтар (Донецьк)       | Сениця                | віл. агент   | -                             |
| 13.07.2016 | Будківский Пилип        | Шахтар (Донецьк)       | Анжі                  | -            | 1 р.+опц - в оренду           |
| 12.07.2016 | Безус Роман             | Дніпро (Дніпро)        | Сент-Трюйден          | віл. агент   | 1 р.                          |
| 12.07.2016 | Гемега Віталій          | Динамо (Київ)          | Вісла (Плоцьк)        | -            | 1 р.+опц - в оренду           |
| 12.07.2016 | Мостовий Андрій         | Зірка (Кропивницький)  | Десна (Чернігів)      | віл. агент   | 1 р.                          |
| 11.07.2016 | Шиндер Антон            | Шахтар (Донецьк)       | Амкар                 | віл. агент   | 2 р.                          |
| 10.07.2016 | Філіппов Олександр      | Авангард (Краматорськ) | Десна (Чернігів)      | віл. агент   | 1 р.                          |
| 10.07.2016 | Івиця Жунич             | Волинь (Луцьк)         | Оренбург              | віл. агент   | -                             |
| 10.07.2016 | Башлай Дмитро           | Олімпік (Донецьк)      | Оболонь-Бровар        | віл. агент   | 1 р.                          |
| 10.07.2016 | Єременко Дмитро         | Говерла (Ужгород)      | Оболонь-Бровар        | віл. агент   | 1 р.                          |
| 04.07.2016 | Ряшко Михайло           | Говерла (Ужгород)      | Іллічівець            | віл. агент   | 1 р.                          |
| 04.07.2016 | Кобахідзе Олександр     | Дніпро (Дніпро)        | Ворскла (Полтава)     | -            | -                             |
| 29.06.2016 | Акім Латіфу             | Олімпік (Донецьк)      | Аланьяспор            | -            | -                             |
| 28.06.2016 | Джон Хайро Руїс         | Дніпро (Дніпро)        | Црвена Звезда         | віл. агент   | -                             |
| 27.06.2016 | Ганєв Геннадій          | Гірник (Кривий Ріг)    | Зірка (Кропивницький) | віл. агент   | -                             |
| 27.06.2016 | Гавриш Віталій          | Говерла (Ужгород)      | Зірка (Кропивницький) | віл. агент   | -                             |
| 27.06.2016 | Матеус                  | Дніпро (Дніпро)        | Шицзячжуан Юнчан      | віл. агент   | -                             |
| 25.06.2016 | Пашаєв Павло            | ФК Габала              | Сталь (Кам'янське)    | віл. агент   | 2 р.                          |
| 25.06.2016 | Кулач Владислав         | Шахтар (Донецьк)       | Зоря (Луганськ)       | -            | 1 р. - в оренду               |
| 25.06.2016 | Гречишкін Дмитро        | Шахтар (Донецьк)       | Зоря (Луганськ)       | -            | 1 р. - в оренду               |
| 25.06.2016 | Гітченко Андрій         | Карпати (Львів)        | Олександрія           | -            | -                             |
| 20.06.2016 | Милош Стаменкович       | Ширак                  | Сталь (Кам'янське)    | віл. агент   | 2 р.+1 р.                     |
| 20.06.2016 | Богуш Станислав         | Ворскла (Полтава)      | -                     | віл. агент   | -                             |
| 17.06.2016 | Давид Таргамадзе        | Олександрія            | Шахтар (Донецьк)      | -            | з оренди                      |
| 17.06.2016 | Дедечко Денис           | Олександрія            | СКА-Хабаровськ        | віл. агент   | -                             |
| 14.06.2016 | Радосав Петрович        | Динамо (Київ)          | Спортінг (Лісабон)    | -            | 4 р.+1 р.                     |
| 14.06.2016 | Голодюк Олег            | Карпати (Львів)        | Ворскла (Полтава)     | віл. агент   | 1 р.                          |
| 14.06.2016 | Каплієнко Олександр     | Металіст (Харків)      | Аланьяспор            | віл. агент   | 3 р.                          |
| 14.06.2016 | Кожанов Денис           | Шахтар (Донецьк)       | Дачія                 | віл. агент   | 1 р.                          |
| 12.06.2016 | Бруно Гама              | Дніпро (Дніпро)        | Депортіво             | віл. агент   | 3 р.                          |
| 08.06.2016 | Степанюк Руслан         | Олімпік (Донецьк)      | Верес (Рівне)         | віл. агент   | 1 р.                          |
| 08.06.2016 | Воловик Олександр       | Ауд-Геверле            | Шахтар (Донецьк)      | -            | з оренди                      |
| 08.06.2016 | Касьянов Артем          | Металіст (Харків)      | Жетису                | віл. агент   | 1 р.                          |
| 06.06.2016 | Пластун Ігор            | Карпати (Львів)        | Лудогорець            | € 500.000    | -                             |
| 06.06.2016 | Гуцуляк Олексій         | Карпати (Львів)        | Вільярреал            | € 200.000    | 1 р.+опц 0.5m - в оренду      |
| 06.06.2016 | Шахов Євген             | Дніпро (Дніпро)        | ПАОК                  | віл. агент   | 3 р.                          |
| 06.06.2016 | Лео Матос               | Дніпро (Дніпро)        | ПАОК                  | віл. агент   | 3 р.                          |
| 03.06.2016 | Васільєв Денис          | Геліос (Харків)        | -                     | віл. агент   | -                             |
| 03.06.2016 | Помазан Роман           | Геліос (Харків)        | Інгулець              | віл. агент   | -                             |
| 03.06.2016 | Іванко Віталій          | Геліос (Харків)        | Колхеті-1913          | віл. агент   | -                             |
| 01.06.2016 | Кулач Владислав         | Ескішехірспор          | Шахтар (Донецьк)      | -            | з оренди                      |
| 31.05.2016 | Громов Артем            | Ворскла (Полтава)      | Динамо (Київ)         | -            | -                             |
| 29.05.2016 | Яковенко Олександр      | Динамо (Київ)          | -                     | віл. агент   | -                             |
| 23.05.2016 | Пшеничних Сергій        | Сталь (Кам'янське)     | -                     | віл. агент   | -                             |
| 23.05.2016 | Гладкий Олександр       | Шахтар (Донецьк)       | Динамо (Київ)         | віл. агент   | 3 р.                          |
| 23.05.2016 | Габріел Араужо          | Сталь (Кам'янське)     | -                     | віл. агент   | -                             |
| 23.05.2016 | Кучеров Валерій         | Сталь (Кам'янське)     | Верес (Рівне)         | віл. агент   | -                             |
| 23.05.2016 | Гійон Фернандес         | Сталь (Кам'янське)     | -                     | віл. агент   | -                             |
| 23.05.2016 | Буднік Євген            | Сталь (Кам'янське)     | Ворскла (Полтава)     | -            | з оренди                      |
| 22.05.2016 | Приндета Віталій        | Волинь (Луцьк)         | Платаніас             | віл. агент   | 2 р.                          |
| 17.05.2016 | Шуст Богдан             | Волинь (Луцьк)         | Ворскла (Полтава)     | віл. агент   | 2 р.                          |
| 14.05.2016 | Селезньов Євген         | Кубань                 | Шахтар (Донецьк)      | віл. агент   | 2 р.                          |
| 11.05.2016 | Кожанов Денис           | Карпати (Львів)        | Шахтар (Донецьк)      | пов. оренди  | -                             |
| 11.05.2016 | Неплях Євген            | Карпати (Львів)        | -                     | віл. агент   | -                             |
| 01.05.2016 | Коваль Максим           | Оденсе                 | Динамо (Київ)         | -            | з оренди                      |

## Перша ліга
Список неповний
| Дата       | Ім'я гравця        | Звідки                 | Куди                      | Ціна       | Умови             |
| ---------- | ------------------ | ---------------------- | ------------------------- | ---------- | ----------------- |
| 01.09.2016 | Братков Антон      | Верес (Рівне)          | Десна (Чернігів)          | віл. агент | -                 |
| 01.09.2016 | Нестеренко Максим  | Динамо-2 (Київ)        | Поділля (Хмельницький)    | віл. агент | -                 |
| 31.08.2016 | Сухомлинов Рудольф | Десна (Чернігів)       | Зугдіді                   | -          | в оренду          |
| 30.08.2016 | Акубардія Бадрі    | Динамо-2 (Київ)        | Зугдіді                   | віл. агент | -                 |
| 17.08.2016 | Дорошенко Кирило   | -                      | Іллічівець                | віл. агент | -                 |
| 13.08.2016 | Гришин Валерій     | Іллічівець             | Авангард (Краматорськ)    | віл. агент | -                 |
| 12.08.2016 | Міщенко Олег       | Амкар                  | Іллічівець                | -          | 0,5 р. - в оренду |
| 11.08.2016 | Тимофієнко Віталій | Гірник-спорт           | Авангард (Краматорськ)    | -          | -                 |
| 11.08.2016 | Трубочкін Іван     | Динамо-2 (Київ)        | Умео                      | віл. агент | 3m                |
| 11.08.2016 | Валєєв Рінар       | Дачія                  | Іллічівець                | віл. агент | 1 р.              |
| 10.08.2016 | Шульц Костянтин    | Гірник-спорт           | Ширак (Гюмрі)             | віл. агент | 1 р.              |
| 10.08.2016 | Фаворов Артем      | Оболонь-Бровар         | Рух (Винники)             | віл. агент | 5 р.              |
| 10.08.2016 | Пучковський Тарас  | Верес (Рівне)          | -                         | віл. агент | -                 |
| 09.08.2016 | Пінчук Олексій     | Верес (Рівне)          | Миколаїв                  | віл. агент | -                 |
| 08.08.2016 | Палагнюк Василь    | Буковина (Чернівці)    | Дачія (Кишинів)           | віл. агент | -                 |
| 07.08.2016 | Озарків Ігор       | Нива (Тернопіль)       | Колхеті-1913              | віл. агент | -                 |
| 04.08.2016 | Петров Вадим       | Динамо-2 (Київ)        | Металург (Запоріжжя)      | віл. агент | -                 |
| 31.07.2016 | Братков Антон      | -                      | Верес (Рівне)             | віл. агент | 1 р.              |
| 31.07.2016 | Мирний Віталій     | Утеніс (Утена)         | Тернопіль                 | віл. агент | -                 |
| 27.07.2016 | Леван Кошадзе      | Черкаський Дніпро      | Кремінь (Кременчук)       | віл. агент | -                 |
| 23.07.2016 | Задоя Євген        | Геліос (Харків)        | Верес (Рівне)             | віл. агент | 1 р.              |
| 23.07.2016 | Голіков Олександр  | Суми                   | Арсенал-Київ              | віл. агент | -                 |
| 23.07.2016 | Авдалян Тамаз      | Арарат (Єреван)        | Гірник-спорт              | віл. агент | -                 |
| 23.07.2016 | Семенюк Сергій     | Полтава                | Арсенал-Київ              | віл. агент | -                 |
| 23.07.2016 | Чорномаз Павло     | Арсенал-Київщина       | Тернопіль                 | віл. агент | -                 |
| 23.07.2016 | Тищенко Ігор       | Шльонськ               | Іллічівець                | віл. агент | 1 р.              |
| 20.07.2016 | Шваб Володимир     | Арсенал-Київщина       | Скала (Стрий)             | віл. агент | -                 |
| 20.07.2016 | Леонідов Олег      | Колос (Ковалівка)      | Полтава                   | віл. агент | -                 |
| 20.07.2016 | Гордя Ігор         | Кремінь (Кременчук)    | Авангард (Краматорськ)    | віл. агент | -                 |
| 20.07.2016 | Ісраїлов Ахлідін   | Динамо-2 (Київ)        | Черкаський Дніпро         | віл. агент | -                 |
| 20.07.2016 | Коваленко Євгеній  | Зугдіді                | Авангард (Краматорськ)    | віл. агент | -                 |
| 20.07.2016 | Крамар Антон       | Гірник (Кривий Ріг)    | Черкаський Дніпро         | віл. агент | -                 |
| 20.07.2016 | Стеценко Олександр | Полтава                | Авангард (Краматорськ)    | віл. агент | -                 |
| 20.07.2016 | Кожанов Денис      | Дачія                  | Іллічівець                | віл. агент | 1 р.              |
| 20.07.2016 | Маїк Олег          | Динамо-2 (Київ)        | Черкаський Дніпро         | віл. агент | -                 |
| 20.07.2016 | Ульянов Дмитро     | Гірник-спорт           | Авангард (Краматорськ)    | віл. агент | -                 |
| 20.07.2016 | Немтінов Євгеній   | Динамо-2 (Київ)        | Буковина (Чернівці)       | віл. агент | -                 |
| 20.07.2016 | Боровик Олександр  | Арсенал-Київщина       | Скала Стрий               | віл. агент | -                 |
| 20.07.2016 | Камінський Юрій    | Динамо-2 (Київ)        | Полтава                   | віл. агент | -                 |
| 16.07.2016 | Тимофєєв Анатолій  | Нафтовик-Укрнафта      | Динамо (Батумі)           | віл. агент | -                 |
| 16.07.2016 | Скоблов Дмитро     | Іллічівець             | Буковина (Чернівці)       | віл. агент | -                 |
| 12.07.2016 | Ілюк Максим        | Іллічівець             | -                         | віл. агент | -                 |
| 12.07.2016 | Лучик Олександр    | Іллічівець             | Суми                      | -          | 0,5 р. - в оренду |
| 12.07.2016 | Бондаренко Тарас   | Авангард (Краматорськ) | Металац (Горні Мілановац) | віл. агент | -                 |
| 12.07.2016 | Чурілов Олександр  | Іллічівець             | -                         | віл. агент | -                 |
| 12.07.2016 | Крюков Микита      | Іллічівець             | Гірник-спорт              | віл. агент | -                 |
| 10.07.2016 | Юрчук Валерій      | Верес (Рівне)          | Нафтовик-Укрнафта         | віл. агент | -                 |
| 10.07.2016 | Дорош Роман        | Гірник (Кривий Ріг)    | Буковина (Чернівці)       | віл. агент | -                 |
| 10.07.2016 | Захаревич Ярослав  | Арсенал-Київщина       | Оболонь-Бровар            | віл. агент | 1 р.              |
| 05.07.2016 | Масалов Анатолій   | Полтава                | Геліос (Харків)           | віл. агент | -                 |
| 05.07.2016 | Радченко Ігор      | Суми                   | Геліос (Харків)           | віл. агент | -                 |
| 05.07.2016 | Панасенко Сергій   | Геліос (Харків)        | -                         | віл. агент | -                 |
| 05.07.2016 | Павелько Олексій   | Нафтовик-Укрнафта      | Геліос (Харків)           | віл. агент | -                 |
| 04.07.2016 | Ярчук Дмитро       | Гірник-спорт           | Ештуріл-Прая              | віл. агент | 3 р.              |
| 04.07.2016 | Гіоргі Джгереная   | Динамо-2 (Київ)        | Гагра                     | віл. агент | -                 |
| 23.06.2016 | Даудов Марат       | Гірник (Кривий Ріг)    | Алашкерт                  | -          | -                 |
| 20.06.2016 | Савін Антон        | Гірник-спорт           | Алашкерт                  | віл. агент | 1 р.              |
| 20.06.2016 | Ховбоша Дмитро     | Кремінь (Кременчук)    | Алашкерт                  | віл. агент | 1 р.              |
| 14.06.2016 | Валєєв Рінар       | Гірник (Кривий Ріг)    | Дачія                     | віл. агент | 1 р.              |
| 08.06.2016 | Мартищук Юрій      | Гірник (Кривий Ріг)    | -                         | віл. агент | -                 |
| 03.06.2016 | Соломка Юрій       | Геліос (Харків)        | Полтава                   | віл. агент | -                 |

## Друга ліга
Список неповний
| 20.07.2016 | Федорів Володимир | Вісла (Пулави) | Рух (Винники) | віл. агент | -    |
| 16.07.2016 | Кінаш Ярослав     | -              | Рух (Винники) | віл. агент | 1 р. |